# Fukuda
Fukuda (福田) ist ein japanischer Familienname.

## Varianten
- Fuguda, Fukuta

## Namensträger
- Aio Fukuda (* 1994), japanischer Fußballspieler
- Akio Fukuda (* 1948), japanischer Politiker und Gouverneur von Tochigi
- Fukuda Gyōkai (1809–1888), japanischer buddhistischer Priester
- Fukuda Hatsujirō (1866–1939), japanischer Verleger
- Fukuda Heihachirō (1892–1974), japanischer Maler
- Fukuda Hideko (1865–1927), japanische Feministin
- Fukuda Hikosuke (1875–1959), japanischer Generalleutnant
- Fukuda Hiroichi (1914–1999), japanischer Politiker
- Fukuda Kumajirō (1841–1898), japanischer Verleger
- Hikaru Fukuda (* 1999), japanische Biathletin
- Jun Fukuda (1923–2000), japanischer Filmregisseur
- Jun Fukuda (Fußballtrainer) (* 1977), japanischer Fußballspieler
- Kaoru Fukuda (* 1955), japanischer Eisschnellläufer
- Kaoru Fukuda (* 1985), japanische Politikerin
- Fukuda Keiichi (1895–1956), japanischer Maler der Nihonga-Richtung
- Keiji Fukuda (* 1955), US-amerikanischer Epidemiologe
- Keiko Fukuda (1913–2013), US-amerikanische Judoka japanischer Herkunft
- Kenji Fukuda (* 1977), japanischer Fußballspieler
- Kensuke Fukuda (* 1984), japanischer Fußballspieler
- Kento Fukuda (* 1990), japanischer Fußballspieler
- Masa Fukuda (* 1976), japanisch-amerikanischer Songwriter, Musiker und Dirigent
- Masahiro Fukuda (* 1966), japanischer Fußballspieler
- Mikuto Fukuda (* 2000), japanischer Fußballspieler
- Mitsuo Fukuda (* 1960), japanischer Anime-Regisseur
- Nobuko Fukuda (* 1980), japanische Skilangläuferin
- Norihiko Fukuda (* 1972), japanischer Politiker
- Ryō Fukuda (* 1979), japanischer Rennfahrer
- Shigeo Fukuda (1932–2009), japanischer Grafikdesigner und Plakatkünstler
- Shimpei Fukuda (* 1987), japanischer Radrennfahrer
- Shin’ichi Fukuda (Gitarrist) (* 1955), japanischer klassischer Gitarrist
- Shin’ichi Fukuda (Mangaka), japanischer Mangaka
- Shinnosuke Fukuda (* 2000), japanischer Fußballspieler
- Shiō Fukuda (* 2004), japanischer Fußballspieler
- Shō Fukuda (* 2001), japanischer Fußballspieler
- Shōta Fukuda (* 2000), japanischer Hammerwerfer
- Shunsuke Fukuda (Fußballspieler, 1986) (* 1986), japanischer Fußballspieler
- Shunsuke Fukuda (Fußballspieler, 1999) (* 1999), japanischer Fußballspieler
- Fukuda Suikō (1895–1973), japanischer Maler
- Fukuda Takeo (1905–1995), japanischer Politiker und Premierminister Japans
- Tatsuo Fukuda (* 1967), japanischer Politiker
- Fukuda Tokuyasu (1906–1993), japanischer Politiker und Staatsminister
- Fukuda Tokuzō (1874–1930), japanischer Ökonom
- Tomikazu Fukuda (* 1953), japanischer Politiker und Gouverneur von Tochigi
- Tomoya Fukuda (* 1992), japanischer Fußballspieler
- Fukuda Toyoshirō (1904–1970), japanischer Maler
- Fukuda Tsuneari (1912–1994), japanischer Dramatiker, Übersetzer und Literaturkritiker
- Tsunetami Fukuda (* um 1940), japanischer Jazzmusiker
- Yasuhiro Fukuda (* 1992), japanischer Fußballspieler
- Yasuo Fukuda (* 1936), japanischer Politiker und Premierminister Japans
- Yoshitaka Fukuda (* 1948), japanischer Unternehmer
- Yōsuke Fukuda (* 1975), japanischer Komponist
- Yūya Fukuda (* 1999), japanischer Fußballspieler